# Tüdőtlenszalamandra-félék
A tüdőtlenszalamandra-félék (Plethodontidae) a  kétéltűek (Amphibia) osztályába és a farkos kétéltűek (Caudata) rendjébe tartozó család. 

28 nem és 364 faj tartozik a családba.

## Előfordulásuk
A többségük Észak-, Közép- és Dél-Amerika területén, 2 fajuk Szardínia barlangjaiban honos. Barlangok, hűvös források lakója, egész életében vízi életmódot folytatnak.

## Megjelenésük
Testhosszuk 10-12 centiméter, változatos színeik vannak. Nincs tüdejük, bőrön és szájüregen keresztül lélegeznek, tüdőartéria a bőrben van.

## Életmódjuk
Táplálékuk rovarokból, kis szalamandrákból és férgekből áll.

## Szaporodásuk
A nőstény 20-60 petét rak a vízben levő kövekre.

## Rendszerezés
A családba az alábbi nemek és fajok tartoznak.

### Desmognathinae
A Desmognathinae alcsaládba 2 nem és 20 faj tartozik.
- Desmognathus  (Baird, 1850) – 19 faj
  - Desmognathus abditus
  - Desmognathus aeneus
  - Desmognathus apalachicolae
  - Desmognathus auriculatus
  - Desmognathus brimleyorum
  - Desmognathus carolinensis
  - Desmognathus conanti
  - Desmognathus folkertsi
  - barna patakiszalamandra (Desmognathus fuscus)
  - Desmognathus imitator
  - márványos patakiszalamandra (Desmognathus marmoratus)
  - vaskos patakiszalamandra (Desmognathus monticola)
  - Allegheny-szalamandra (Desmognathus ochrophaeus)
  - Desmognathus ocoee
  - Desmognathus orestes
  - feketehasú patakiszalamandra (Desmognathus quadramaculatus)
  - Desmognathus santeetlah
  - Desmognathus welteri
  - törpe patakiszalamndra (Desmognathus wrighti)

- Phaeognathus (Highton, 1961) – 1 faj 
  - siklószalamandra (Phaeognathus hubrichti)

### Plethodontinae
A Plethodontinae alcsaládba 26 nem és 344 faj tartozik
- Vízben élő lárvájú szalamandrák
- Gyrinophilus (Cope, 1869) – 4 faj
  - Gyrinophilus gulolineatus
  - Tennessee vakszalamandra (Gyrinophilus palleucus)
  - texasi vakszalamandra (Gyrinophilus porphyriticus)
  - Gyrinophilus subterraneus

- Pseudotriton (Tschudi, 1838) – 2 faj
  - iszaplakó szalamandra (Pseudotriton montanus)
  - vörös szalamandra (Pseudotriton ruber)

- Stereochilus (Cope, 1869) – 1 faj
  - csíkos szalamandra (Stereochilus marginatus)

- Eurycea (Rafinesque, 1822) – 25 faj
  - Eurycea aquatica
  - kétcsíkos patakiszalamandra (Eurycea bislineata)
  - Eurycea chamberlaini
  - Eurycea chisholmensis
  - Eurycea cirrigera
  - Eurycea guttolineata
  - Eurycea junaluska
  - Eurycea latitans
  - hosszúfarkú patakiszalamandra (Eurycea longicauda)
  - barlangi sárgaszalamandra (Eurycea lucifuga)
  - Eurycea multiplicata
  - Eurycea nana
  - Eurycea naufragia
  - Eurycea neotenes
  - Eurycea pterophila
  - Eurycea quadridigitata
  - Rathbun-vakgőte (Eurycea rathbuni) vagy (Typhlomolge rathbuni)
  - Eurycea robusta
  - Eurycea sosorum
  - Eurycea tonkawae
  - Eurycea tridentifera
  - Eurycea troglodytes
  - Eurycea tynerensis
  - Eurycea waterlooensis
  - Eurycea wilderae

- Haideotriton (Carr, 1939) – 1 faj
  - Albany vakgőte (Haideotriton wallacei)

- Hemidactylium (Tschudi, 1838) – 1 faj
  - négyujjú szalamandra (Hemidactylium scutatum)

- Aprófogú szalamandrák
- Plethodon (Tschudi, 1838) – 54 faj
  - Plethodon ainsworthi
  - Plethodon albagula
  - Plethodon amplus
  - Plethodon angusticlavius
  - Plethodon asupak
  - Plethodon aureolus
  - Plethodon caddoensis
  - Plethodon chattahoochee
  - Plethodon cheoah
  - Plethodon chlorobryonis
  - vöröshátú szalamandra (Plethodon cinereus)
  - Plethodon cylindraceus
  - Plethodon dorsalis
  - Plethodon dunni
  - Plethodon electromorphus
  - Plethodon elongatus
  - Plethodon fourchensis
  - ezüstös aprófogúszalamandra (Plethodon glutinosus)
  - Plethodon grobmani
  - Plethodon hoffmani
  - Plethodon hubrichti
  - Plethodon idahoensis
  - Appalache-hegységi szalamandra (Plethodon jordani)
  - Plethodon kentucki
  - Plethodon kiamichi
  - Plethodon kisatchie
  - Plethodon larselli
  - Plethodon meridianus
  - Plethodon metcalfi
  - Plethodon mississippi
  - Plethodon montanus
  - Plethodon neomexicanus
  - Plethodon nettingi
  - Plethodon ocmulgee
  - Plethodon ouachitae
  - Plethodon petraeus
  - Plethodon punctatus
  - Plethodon richmondi
  - Plethodon savannah
  - Plethodon sequoyah
  - Plethodon serratus
  - Shenandoah-aprófogúszalamandra (Plethodon shenandoah)
  - Plethodon shermani
  - Plethodon stormi
  - Plethodon teyahalee
  - Plethodon vandykei
  - Plethodon variolatus
  - Plethodon vehiculum
  - Plethodon ventralis
  - Plethodon virginia
  - Plethodon websteri
  - Plethodon wehrlei
  - Plethodon welleri
  - Plethodon yonahlossee

- Ensatina (Gray, 1850) – 1 faj
  - Enschscholtz-szalamandra (Ensatina eschscholtzii)

- Aneides (Baird, 1851) – 6 faj
  - érces szalamandra (Aneides aeneus)
  - Aneides ferreus
  - Aneides flavipunctatus
  - Aneides hardii
  - falakó szalamandra (Aneides lugubris)
  - Aneides vagrans

- Gombanyelvű szalamandrák
- Hydromantes (Gistel, 1848) – 3 faj
  - Hydromantes brunus
  - Hydromantes platycephalus
  - Hydromantes shastae

- barlangi szalamandra (Speleomantes — Dubois, 1984) – 7 faj
  - francia barlangiszalamandra (Speleomantes ambrosii vagy Hydromantes ambrosii)
  - sárga barlangiszalamandra (Speleomantes flavus vagy Hydromantes flavus)
  - barna barlangiszalamandra (Speleomantes genei vagy Hydromantes genei)
  - Speleomantes imperialis vagy Hydromantes imperialis
  - Olasz barlangiszalamandra (Speleomantes italicus)
  - Speleomantes strinatii vagy Hydromantes strinatii
  - Speleomantes supramontis vagy Hydromantes supramontes

- siklószalamandra (Batrachoseps — Bonaparte, 1839) 19 faj
  - ösztövér siklószalamandra (Batrachoseps attenuatus)
  - Batrachoseps campi
  - Batrachoseps diabolicus
  - Batrachoseps gabrieli
  - Batrachoseps gavilanensis
  - Batrachoseps gregarius
  - Batrachoseps incognitus
  - Batrachoseps kawia
  - Batrachoseps luciae
  - Batrachoseps major
  - Batrachoseps minor
  - Batrachoseps nigriventris
  - Batrachoseps pacificus
  - Batrachoseps regius
  - Batrachoseps relictus
  - Batrachoseps robustus
  - Batrachoseps simatus
  - Batrachoseps stebbinsi
  - Batrachoseps wrightorum

- Bolitoglossa (Duméril, Bibron & Duméril, 1854) – 90 faj
  - Bolitoglossa adspersa
  - Bolitoglossa alberchi
  - Bolitoglossa altamazonica
  - Bolitoglossa alvaradoi
  - Bolitoglossa anthracina
  - Bolitoglossa biseriata
  - Bolitoglossa borburata
  - Bolitoglossa capitana
  - Bolitoglossa carri
  - Bolitoglossa celaque
  - Bolitoglossa cerroensis
  - Bolitoglossa chica
  - Bolitoglossa colonnea
  - Bolitoglossa compacta
  - Bolitoglossa conanti
  - Bolitoglossa copia
  - Bolitoglossa cuchumatana
  - Bolitoglossa cuna
  - Bolitoglossa decora
  - Bolitoglossa diaphora
  - Bolitoglossa digitigrada
  - Bolitoglossa diminuta
  - óriás pálmaszalamandra (Bolitoglossa dofleini)
  - Bolitoglossa dunni
  - Bolitoglossa engelhardti
  - Bolitoglossa epimela
  - Bolitoglossa equatoriana
  - Bolitoglossa flavimembris
  - Bolitoglossa flaviventris
  - Bolitoglossa franklini
  - Bolitoglossa gracilis
  - Bolitoglossa guaramacalensis
  - Bolitoglossa hartwegi
  - Bolitoglossa helmrichi
  - Bolitoglossa hermosa
  - Bolitoglossa hiemalis
  - Bolitoglossa hypacra
  - Bolitoglossa jacksoni
  - Bolitoglossa lignicolor
  - Bolitoglossa lincolni
  - Bolitoglossa longissima
  - Bolitoglossa lozanoi
  - Bolitoglossa macrinii
  - Bolitoglossa magnifica
  - Bolitoglossa marmorea
  - Bolitoglossa medemi
  - Bolitoglossa meliana
  - Bolitoglossa mexicana
  - Bolitoglossa minutula
  - Bolitoglossa mombachoensis
  - Bolitoglossa morio
  - Bolitoglossa mulleri
  - Bolitoglossa nicefori
  - Bolitoglossa nigrescens
  - Bolitoglossa oaxacensis
  - Bolitoglossa obscura
  - Bolitoglossa occidentalis
  - Bolitoglossa odonnelli
  - Bolitoglossa orestes
  - Bolitoglossa palmata
  - Bolitoglossa pandi
  - Bolitoglossa paraensis
  - Bolitoglossa peruviana
  - Bolitoglossa pesrubra
  - Bolitoglossa phalarosoma
  - Bolitoglossa platydactyla
  - Bolitoglossa porrasorum
  - Bolitoglossa ramosi
  - Bolitoglossa riletti
  - Bolitoglossa robusta
  - Bolitoglossa rostrata
  - Bolitoglossa rufescens
  - Bolitoglossa salvinii
  - Bolitoglossa savagei
  - panamai gombanyelvű-szalamandra (Bolitoglossa schizodactyla)
  - Bolitoglossa silverstonei
  - Bolitoglossa sima
  - Bolitoglossa sombra
  - Bolitoglossa sooyorum
  - Bolitoglossa spongai
  - Bolitoglossa striatula
  - Bolitoglossa stuarti
  - Bolitoglossa subpalmata
  - Bolitoglossa synoria
  - Bolitoglossa taylori
  - Bolitoglossa vallecula
  - Bolitoglossa veracrucis
  - Bolitoglossa walkeri
  - Bolitoglossa yucatana
  - Bolitoglossa zapoteca

- Pseudoeurycea (Taylor, 1944) – 41 faj
  - Pseudoeurycea ahuitzotl
  - Pseudoeurycea altamontana
  - Pseudoeurycea amuzga
  - Pseudoeurycea anitae
  - Pseudoeurycea aquatica
  - Pseudoeurycea aurantia
  - Pseudoeurycea bellii
  - Pseudoeurycea boneti
  - Pseudoeurycea brunnata
  - Pseudoeurycea cephalica
  - Pseudoeurycea cochranae
  - Pseudoeurycea conanti
  - Pseudoeurycea exspectata
  - Pseudoeurycea firscheini
  - Pseudoeurycea gadovii
  - Pseudoeurycea galeanae
  - Pseudoeurycea gigantea
  - Pseudoeurycea goebeli
  - Pseudoeurycea juarezi
  - Pseudoeurycea leprosa
  - Pseudoeurycea longicauda
  - Pseudoeurycea lynchi
  - Pseudoeurycea maxima
  - Pseudoeurycea melanomolga
  - Pseudoeurycea mixcoatl
  - Pseudoeurycea mystax
  - Pseudoeurycea naucampatepetl
  - Pseudoeurycea nigromaculata
  - Pseudoeurycea praecellens
  - Pseudoeurycea rex
  - Pseudoeurycea robertsi
  - Pseudoeurycea ruficauda
  - Pseudoeurycea saltator
  - Pseudoeurycea scandens
  - Pseudoeurycea smithi
  - Pseudoeurycea tenchalli
  - Pseudoeurycea teotepec
  - Pseudoeurycea tlahcuiloh
  - Pseudoeurycea tlilicxitl
  - Pseudoeurycea unguidentis
  - Pseudoeurycea werleri

- Bradytriton (Wake & Elias, 1983) – 1 faj
  - Bradytriton silus

- Chiropterotriton (Taylor, 1944) – 12 faj
  - Chiropterotriton arboreus
  - Chiropterotriton chiropterus
  - Chiropterotriton chondrostega
  - Chiropterotriton cracens
  - Chiropterotriton dimidiatus
  - Chiropterotriton lavae
  - Chiropterotriton magnipes
  - Chiropterotriton mosaueri
  - Chiropterotriton multidentatus
  - Chiropterotriton orculus
  - Chiropterotriton priscus
  - Chiropterotriton terrestris

- Parvimolge (Taylor, 1944) – 1 faj
  - Parvimolge townsendi

- Cryptotriton (García-París & Wake, 2000) – 6 faj
  - Cryptotriton adelos
  - Cryptotriton alvarezdeltoroi
  - Cryptotriton monzoni
  - Cryptotriton nasalis
  - Cryptotriton veraepacis
  - Cryptotriton wakei

- Dendrotriton (Wake & Elias, 1983) – 6 faj
  - Dendrotriton bromeliacius
  - Dendrotriton cuchumatanus
  - Dendrotriton megarhinus
  - Dendrotriton rabbi
  - Dendrotriton sanctibarbarus
  - Dendrotriton xolocalcae

- Lineatriton (Tanner, 1950) – 3 faj
  - Lineatriton lineolus
  - Lineatriton orchileucos
  - Lineatriton orchimelas

- Ixalotriton (Wake &Johnson, 1989) – 2 faj
  - Ixalotriton niger
  - Ixalotriton parva

- hasadékszalamandra (Karsenia — Min, Yang, Bonett, Vieites, Brandon& Wake, 2005) – 1 faj
  - koreai hasadékszalamandra (Karsenia koreana)

- Nototriton (Wake & Elias, 1983) – 13 faj
  - Nototriton abscondens
  - Nototriton barbouri
  - Nototriton brodiei
  - Nototriton gamezi
  - Nototriton guanacaste
  - Nototriton lignicola
  - Nototriton limnospectator
  - Nototriton major
  - Nototriton picadoi
  - Nototriton richardi
  - Nototriton saslaya
  - Nototriton stuarti
  - Nototriton tapanti

- Nyctanolis (Wake & Elias, 1983) – 1 faj
  - Nyctanolis pernix

- Oedipina (Keferstein, 1868) – 23 faj
  - Oedipina alfaroi
  - Oedipina alleni
  - Oedipina altura
  - Oedipina carablanca
  - Oedipina collaris
  - Oedipina complex
  - Oedipina cyclocauda
  - Oedipina elongata
  - Oedipina gephyra
  - Oedipina gracilis
  - Oedipina grandis
  - Oedipina ignea
  - Oedipina maritima
  - Oedipina pacificensis
  - Oedipina parvipes
  - Oedipina paucidentata
  - Oedipina poelzi
  - Oedipina pseudouniformis
  - Oedipina savagei
  - Oedipina stenopodia
  - Oedipina stuarti
  - Oedipina taylori
  - Oedipina uniformis

- Thorius (Cope, 1869) – 23 faj
  - Thorius arboreus
  - Thorius aureus
  - Thorius boreas
  - Thorius dubitus
  - Thorius grandis
  - Thorius infernalis
  - Thorius insperatus
  - Thorius lunaris
  - Thorius macdougalli
  - Thorius magnipes
  - Thorius minutissimus
  - Thorius minydemus
  - Thorius munificus
  - Thorius narismagnus
  - Thorius narisovalis
  - Thorius omiltemi
  - Thorius papaloae
  - Thorius pennatulus
  - Thorius pulmonaris
  - Thorius schmidti
  - Thorius smithi
  - Thorius spilogaster
  - Thorius troglodytes

### Spelerpinae
- Urspelerpes (Camp, Peterman, Milanovich, Lamb, Maerz & Wake, 2009) – 1 faj
  - Urspelerpes brucei